# Музико, љубави моја
Музико, љубави моја је албум Кемала Монтена. Издат је 1973. године у формату ЛП винил плоче. Издавачка кућа је Југотон LSY 61084. Овај албум је доживео и друго издање 1976. године.

## Песме
- А1 Мајко
- А2 Једне ноћи у децембру
- А3 Све што желим у животу
- А4 Лидија (Текст Р. Хадровић)
- А5 Сретник
- А6 Данас је твој дан
- Б1 Душо моја (Текст З. Голоб)
- Б2 Збогом или довиђења
- Б3 Тужна је музика
- Б4 Лаж
- Б5 Што сам ти скривио животе мој
- Б6 Вољет те неће као ја

## Сарадници
- Аранжман и диригент - Стипица Калогјера
- Текст - Ивица Крајач (А1,А3,А5,А6,Б2,Б6); Кемал Монтено (А2,Б3 до Б5)
- Музика - Кемал Монтено
- Оркестар - Забавни оркестар